# Норма стоку
Но́рма сто́ку — пересічне значення величини річкового стоку за багаторічний період. Визначають як середню арифметичну величину річкового стоку за певний період незалежно від ландшафтно-географічних умов, які належать до сучасної геологічної епохи, та незалежно від рівня господарського освоєння басейну річки. Багаторічний ряд спостережень, за яким визначається норма стоку, повинен включати не менше двох повних циклів коливань водності. Цикли водності складаються з двох фаз — багатоводної та маловодної.
На рівнинній частині України показник норми стоку змінюється від 0,2—0,3 л/c/км² на півдні до 3—4 л/c/см² на півночі, в Українських Карпатах — 20—30 л/c/см².
Норма стоку може бути виражена як середньорічна витрата води {\displaystyle {\bar {Q}}} (м³/c), середній річний об'єм стоку {\displaystyle {\bar {W}}} (в м³ або км³), середній річний модуль стоку {\displaystyle {\bar {q}}} (в л/cкм²), середній річний шар стоку {\displaystyle {\bar {Y}}} (в мм), віднесений до площі водозбору {\displaystyle {F}}.
Важливість величини норми стоку
Норма стоку є однією з основних характеристик водних ресурсів річок. Важливість знання норми річного стоку полягає у тому, що вона є базовою та стійкою характеристикою водних ресурсів даного регіону.

## Джерера
- Географічна енциклопедія України : [у 3 т.] / редкол.: О. М. Маринич (відповід. ред.) та ін. — К., 1989—1993. — 33 000 екз. — ISBN 5-88500-015-8.